# Plasmódio

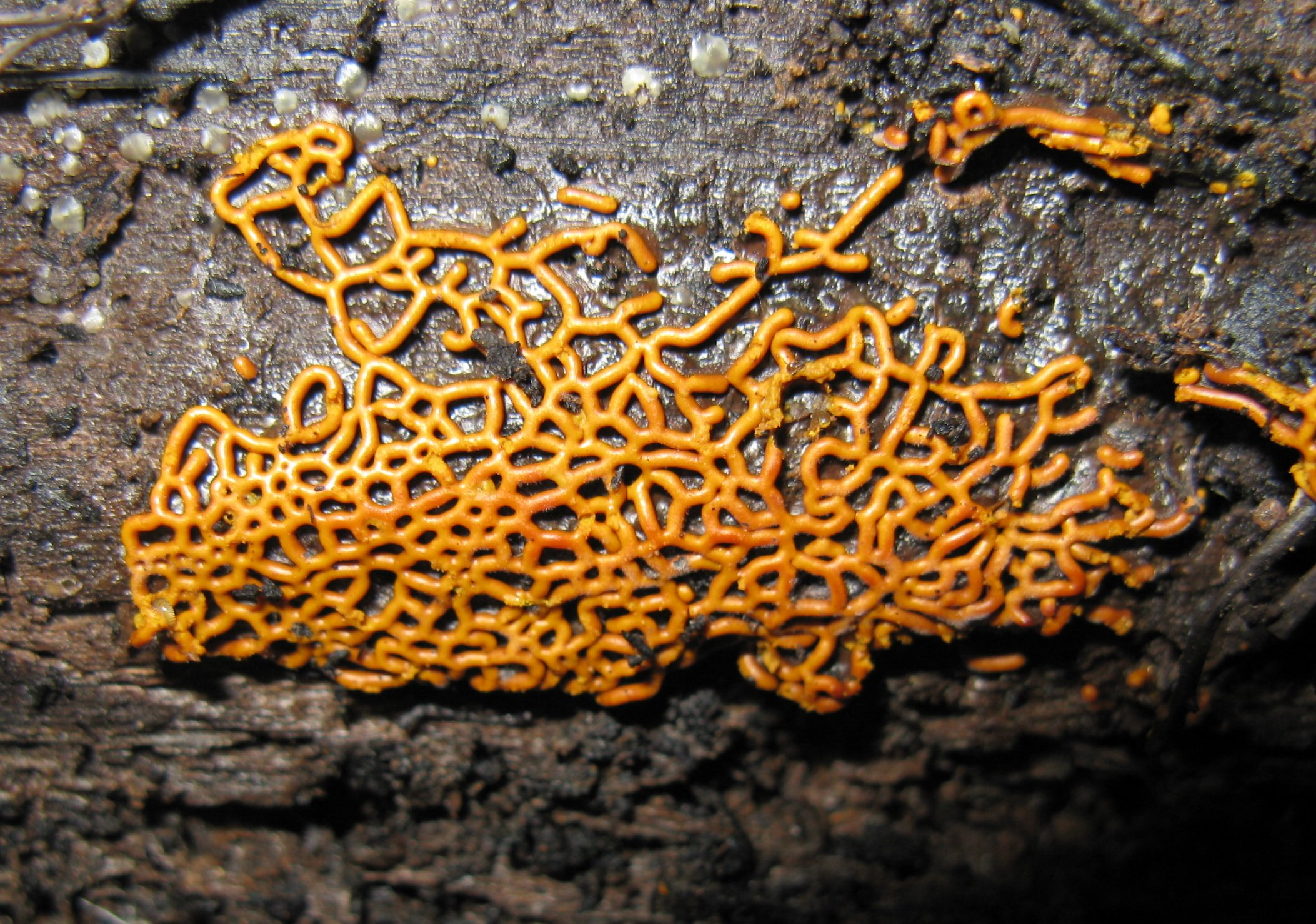
Plasmodiocarpo do bolor limoso Hemitrichia serpula: a estrutura viva contém muitos núcleos, não separados uns dos outros por membranas celulares ou paredes celulares

Um plasmódio é uma estrutura viva de citoplasma que contém muitos núcleos, em vez de ser dividido em células individuais, cada uma com um único núcleo.
Os plasmódios são mais conhecidos a partir de bolores limosos, mas também são encontrados no parasita Myxosporea, e algumas algas, como o Chlorarachniophyta.

## Estrutura
Um plasmódio é uma massa amebóide, multinucleada e nua de citoplasma que contém muitos núcleos diplóides. A estrutura resultante, um cenócito, é criada por muitas divisões nucleares sem o processo de citocinese, que em outros organismos separa as células recém-divididas. Em alguns casos, a estrutura resultante é um sincício, criado pela fusão de células após a divisão. Sob condições adequadas, os plasmódios diferenciam-se e formam corpos de frutificação com esporos nas pontas.

## Distribuição taxonômica
O termo plasmódio, introduzido por Leon Cienkowski, geralmente se refere à fase de alimentação dos bolores limosos; estes são micetozoários macroscópicos.
Os estágios de desenvolvimento multinucleados de alguns parasitas intracelulares, nomeadamente Microsporidia (agora em Fungi) e Myxosporidia (agora em Cnidaria), antigos cnidosporanos, também são chamados de plasmódios.
Da mesma forma, em Rhizaria, os protoplastos multinucleados amebóides de algumas algas Cercozoa, por exemplo, Chlorarachniophyta, são chamados de plasmódios. Estes carecem de paredes celulares; os sincícios são criados por fusão celular. Alguns plasmodiofóridos e haplosporidianos são outros rizarianos multinucleados.